# 青い青い海
『青い青い海』（あおいあおいうみ、原題: У самого синего моря）は、1935年のウクライナの映画。

## キャスト
- ニコライ・クリューチコフ
- レフ・スヴェルドリン
- エレーナ・クジミナ